# Peter Ostermeyer
Peter Ulrich Gerd Ostermeyer (* 12. Oktober 1943 in Bärwalde in der Neumark) ist ein deutscher Schachmeister.

## Leben
Ostermeyer, der promovierter Mathematiker ist, wurde 1961 und 1962 deutscher Jugendmeister im Schach (jeweils vor Neunhöffer und Robert Hübner). 1974 gewann er in Menden die Deutsche Meisterschaft. 1981 verlieh ihm der Weltschachbund FIDE den Titel Internationaler Meister. 1982 wurde er in Bad Neuenahr geteilter Zweiter zusammen mit Herbert Bastian bei der Deutschen Meisterschaft, die Manfred Glienke gewann. 1984 war er wieder in Bad Neuenahr geteilter Zweiter bei der deutschen Meisterschaft, diesmal mit Frank Schönthier hinter Eric Lobron.
Bis zum Anfang der 1980er Jahre war Ostermeyer Dozent für Mathematik in Düsseldorf, doch verließ er die akademische Laufbahn, um sich dem Schach widmen zu können. Er nahm für die Bundesrepublik Deutschland an den Schacholympiaden 1976 in Haifa und 1984 in Thessaloniki sowie der Mannschaftseuropameisterschaft 1977 in Moskau teil.
In der viergleisigen 1. Bundesliga spielte Ostermeyer zwischen 1974 und 1980 insgesamt 40 Partien für die Düsseldorfer SG Rochade und die SG Enger/Spenge. Für die SG Enger-Spenge spielte er auch in der Saison 1980/81 in der 2. Bundesliga West, anschließend von 1981 bis 1986 in der 1. Bundesliga für die SG Porz, mit der er 1982 und 1984 deutscher Mannschaftsmeister wurde. Danach spielte er bis 1988 für die Solinger SG 1868, mit der er 1987 und 1988 Meister wurde. 1988 wechselte er zurück zur SG Porz und gehörte dort bis 1990 zum Stamm der Erstligamannschaft. Danach spielte er bis 1996 mit der zweiten Mannschaft der SG Porz in der 2. Bundesliga, hatte aber in der Saison 1994/95 auch noch sechs Einsätze in der ersten Mannschaft. 
Peter Ostermeyer wohnt seit Ende der 1990er Jahre wieder in Würzburg. Von 2001 bis zur Saison 2010/11 spielte er für den Schachverein Heidingsfeld von 1919 in Würzburg am 1. Brett in der Unterfrankenliga. Nach Auflösung des Schachvereins ging er zusammen mit einem großen Teil seiner Mannschaftskollegen zum benachbarten TSV 1869 Rottendorf. Dort ist er am ersten Brett in der Regionalliga Nord/West im Einsatz. Mit dem TSV 1869 Rottendorf stieg er 2015 in die Landesliga Nord Bayern auf.
Ostermeyer wird bei der FIDE als inaktiv geführt, da er nach dem im Mai 2003 in Pfullingen ausgetragenen Bodensee-Cup keine Elo-gewertete Partie mehr gespielt hat.